# Lijst van NPO Radio 2 TopSongs in 2016
Deze hits waren in 2016 NPO Radio 2 TopSong op NPO Radio 2:
| Nr. | Datum        | Artiest                                                              | Titel                                                                |
| --- | ------------ | -------------------------------------------------------------------- | -------------------------------------------------------------------- |
| 79  | 7 januari    | Ed Struijlaart                                                       | Tricks Up My Sleeve                                                  |
| 80  | 14 januari   | Bettie Serveert featuring Prof. Nomad & Co                           | Never Be Over                                                        |
| 81  | 21 januari   | The Common Linnets                                                   | In Your Eyes                                                         |
| 82  | 28 januari   | Coldplay                                                             | Hymn for the Weekend                                                 |
| 83  | 5 februari   | Niels Geusebroek                                                     | Wildfire                                                             |
| 84  | 12 februari  | Jack Savoretti                                                       | Catapult                                                             |
| -   | 19 februari  | Geen Radio 2 Top Song in verband met thema-week "Ken Je Klassiekers" | Geen Radio 2 Top Song in verband met thema-week "Ken Je Klassiekers" |
| 85  | 26 februari  | Marco Borsato & Matt Simons                                          | Breng me naar het water                                              |
| 86  | 4 maart      | Douwe Bob                                                            | Slow Down                                                            |
| 87  | 11 maart     | Andrew Bird                                                          | Capsized                                                             |
| 88  | 18 maart     | Bent van Looy                                                        | My Escape                                                            |
| 89  | 25 maart     | Gregory Porter                                                       | Don’t Lose Your Steam                                                |
| 90  | 1 april      | Michael Kiwanuka                                                     | Black Man in a White World                                           |
| 91  | 8 april      | Stillmode                                                            | Crazy like No Other                                                  |
| 92  | 15 april     | Thijs Boontjes Dans- en Showorkest                                   | Alleen naar de kermis                                                |
| 93  | 22 april     | Doe Maar & Kenny B                                                   | 5446 Is mijn nummer                                                  |
| 94  | 29 april     | Izzy Bizu                                                            | White Tiger                                                          |
| 95  | 6 mei        | Frances                                                              | Don't Worry About Me                                                 |
| 96  | 13 mei       | Kungs vs. Cookin' On 3 Burners                                       | This Girl                                                            |
| 97  | 20 mei       | Kraak & Smaak featuring Mayer Hawthorne                              | I Don't Know Why                                                     |
| 98  | 27 mei       | Shary-An                                                             | Summer of My Life                                                    |
| 99  | 3 juni       | Alicia Keys                                                          | In Common                                                            |
| 100 | 10 juni      | Niels Geusebroek                                                     | Leave a Little Love Behind                                           |
| 101 | 17 juni      | Nathaniel Rateliff & The Night Sweats                                | I Need Never Get Old                                                 |
| 102 | 24 juni      | Lost Frequencies featuring Sandro Cavazza                            | Beautiful Life                                                       |
| 103 | 1 juli       | Allen Stone                                                          | Perfect World                                                        |
| 104 | 8 juli       | Disclosure & Al Green                                                | Feel Like I Do                                                       |
| 105 | 15 juli      | Gregory Porter featuring Kem                                         | Holding On                                                           |
| 106 | 22 juli      | Michael Kiwanuka                                                     | Love & Hate                                                          |
| 107 | 29 juli      | Bakermat featuring Alex Clare                                        | Living                                                               |
| 108 | 5 augustus   | Dotan                                                                | Shadow Wind                                                          |
| 109 | 12 augustus  | Rag'n'Bone Man                                                       | Human                                                                |
| 110 | 19 augustus  | Haevn                                                                | Bright Lights                                                        |
| 111 | 26 augustus  | DI-RECT                                                              | Fired Up                                                             |
| 112 | 2 september  | Beyoncé featuring Kendrick Lamar                                     | Freedom                                                              |
| 113 | 9 september  | Kings of Leon                                                        | Waste a Moment                                                       |
| 114 | 16 september | Kaleo                                                                | Way Down We Go                                                       |
| 115 | 23 september | Darlyn                                                               | Stepping Stone                                                       |
| 116 | 30 september | Robbie Williams                                                      | Party Like a Russian                                                 |
| 117 | 7 oktober    | Bruno Mars                                                           | 24K Magic                                                            |
| 118 | 14 oktober   | The Paper Kites                                                      | Bloom                                                                |
| 119 | 21 oktober   | Douwe Bob                                                            | Jacob's Song                                                         |
| 120 | 28 oktober   | Young Gun Silver Fox                                                 | See Me Slumber                                                       |
| 121 | 4 november   | Lady Gaga featuring Florence Welch                                   | Hey Girl                                                             |
| 122 | 11 november  | TV Noise featuring Oisín                                             | Remember                                                             |
| 123 | 18 november  | John Mayer                                                           | Love on the Weekend                                                  |
| 124 | 25 november  | Waylon                                                               | Our Song                                                             |
| 125 | 2 december   | Glen Hansard                                                         | Her Mercy                                                            |
| 126 | 9 december   | Elbow                                                                | Magnificent (She Says)                                               |
| 127 | 16 december  | Ed Struijlaart                                                       | Like December                                                        |
| -   | 23 december  | Geen Radio 2 Top Song in verband met de Radio 2 Top 2000             | Geen Radio 2 Top Song in verband met de Radio 2 Top 2000             |
| -   | 30 december  | Geen Radio 2 Top Song in verband met de Radio 2 Top 2000             | Geen Radio 2 Top Song in verband met de Radio 2 Top 2000             |

2014 ·
2015 ·
2016 ·
2017 ·
2018 ·
2019 ·
2020 ·
2021 ·
2022 ·
2023 ·
2024 ·
2025